# Alfhild Skau
Alfhild Margarita Lindefjeld, född 12 april 1899 på Nøtterøy, död 31 maj 1989 i Oslo, var en norsk målare, författare, dramatiker och lärare
Hon var dotter till läraren Martin Thobias Alfsen Lindefjeld och Elisabeth Ulrikke Nielsen samt gift med Odd Juul Lund Skau och syster till författaren Nanna Lindefjeld-Hauge. Hennes kulturella intresse väcktes tidigt men hon valde att utbilda sig till lärare med en examen från seminariet 1923. Därefter studerade hon konst vid Statens håndverks- og kunstindustriskole och vid Anders Svarstad och Søren Onsagers malerskole i Kristiania, samt för Halfdan Strøm och Axel Revold vid Statens Kunstakademi 1930-1931 följt av ett år för Charles Dufresne och Henry de Waroquier vid Académie Scandinave i Paris. Dessutom studerade hon sång och musikteori för Albert Westvang vid Musikkonservatoriet i Oslo.
Hon medverkade i Statens Kunstutstilling första gången 1928 och kom att medverka där några gånger. Separat ställde hon bland annat ut på Blomquist galleri i Oslo 1935. Vid sidan av sitt eget skapande var hon anställd som lärare i estetiska ämnen vid Lakkegata skole i Oslo 1932-1963 och vid Ullern skole 1933-1973 dessutom agerade hon kursledare vid fortbildningskurser för lärare. Hennes konst består av religiösa motiv, porträtt, stilleben och landskapsskildringar med kvinnor och barn från Spanien, Akerselven, Sørlandet och fjällen. Som författare skrev hon några barnpjäser som även utgavs i bokform som hon själv illustrerade.